# كارول ليزلي
كارول ليزلي (بالإنجليزية: Carole Lesley)‏ هي ممثلة بريطانية، ولدت في 27 مايو 1935 في المملكة المتحدة، وتوفيت بنفس المكان في 28 فبراير 1974.

## وصلات خارجية
- كارول ليزلي على موقع IMDb (الإنجليزية)
- كارول ليزلي على موقع قاعدة بيانات الفيلم (الإنجليزية)